# 제5차 이프르 전투
제5차 이프르 전투는 제1차 세계 대전 서부 전선에서 1918년 9월 말부터 10월에 걸쳐 발생한 일련의 전투들을 일컫는 비공식적 이름이다.

## 같이 보기
- 제1차 이프르 전투
- 제2차 이프르 전투
- 파스샹달 전투